# NGC 4389
NGC 4389 é uma galáxia espiral barrada (SBbc/P) localizada na direcção da constelação de Canes Venatici. Possui uma declinação de +45° 41' 06" e uma ascensão recta de 12 horas, 25 minutos e 35,0 segundos.
A galáxia NGC 4389 foi descoberta em 10 de Abril de 1788 por William Herschel.